# Lawrence Murphy (bokser)
Lawrence Murphy (ur. 9 lutego 1976 w Bellshill) – szkocki bokser, mistrz Szkocji w kategorii lekkośredniej z roku 1995, mistrz świata federacji WBU w kategorii średniej w latach 2003 - 2004.

## Kariera amatorska
W 1993 reprezentował Szkocję na Mistrzostwach Europy Juniorów 1993 w Salonikiach. Odpadł w 1/8 finału, przegrywając z Chorwatem Stjepanem Božiciem. We wrześniu 1994 uczestniczył na Mistrzostwach Świata Juniorów w Stambule. Rywalizację zakończył na 1/16 finału, przegrywając z reprezentantem Słowacji Františkiem Kasaniciem.
Na Mistrzostwach Świata 1995 w Berlinie odpadł w pierwszym pojedynku.
Na przełomie marca i kwietnia 1996 rywalizował na Mistrzostwach Europy 1996 w Vejle. W 1/16 finału pokonał na punkty Cypryjczyka Savasa Kokkinosa, a w 1/8 finału przegrał przed czasem z Niemcem Markusem Beyerem.

## Kariera zawodowa
Jako zawodowiec zadebiutował 15 maja 1998 w Edynburgu, pokonując przez techniczny nokaut w drugiej rundzie Marka Owensa. 29 listopada 2003 w walce o mistrzostwo WBU znokautował w pierwszej rundzie niepokonanego rodaka Wayne'a Elcocka. Tytuł utracił w pierwszej obronie, przegrywając z Anthonym Farnellem.